# Rück (Elsenfeld)

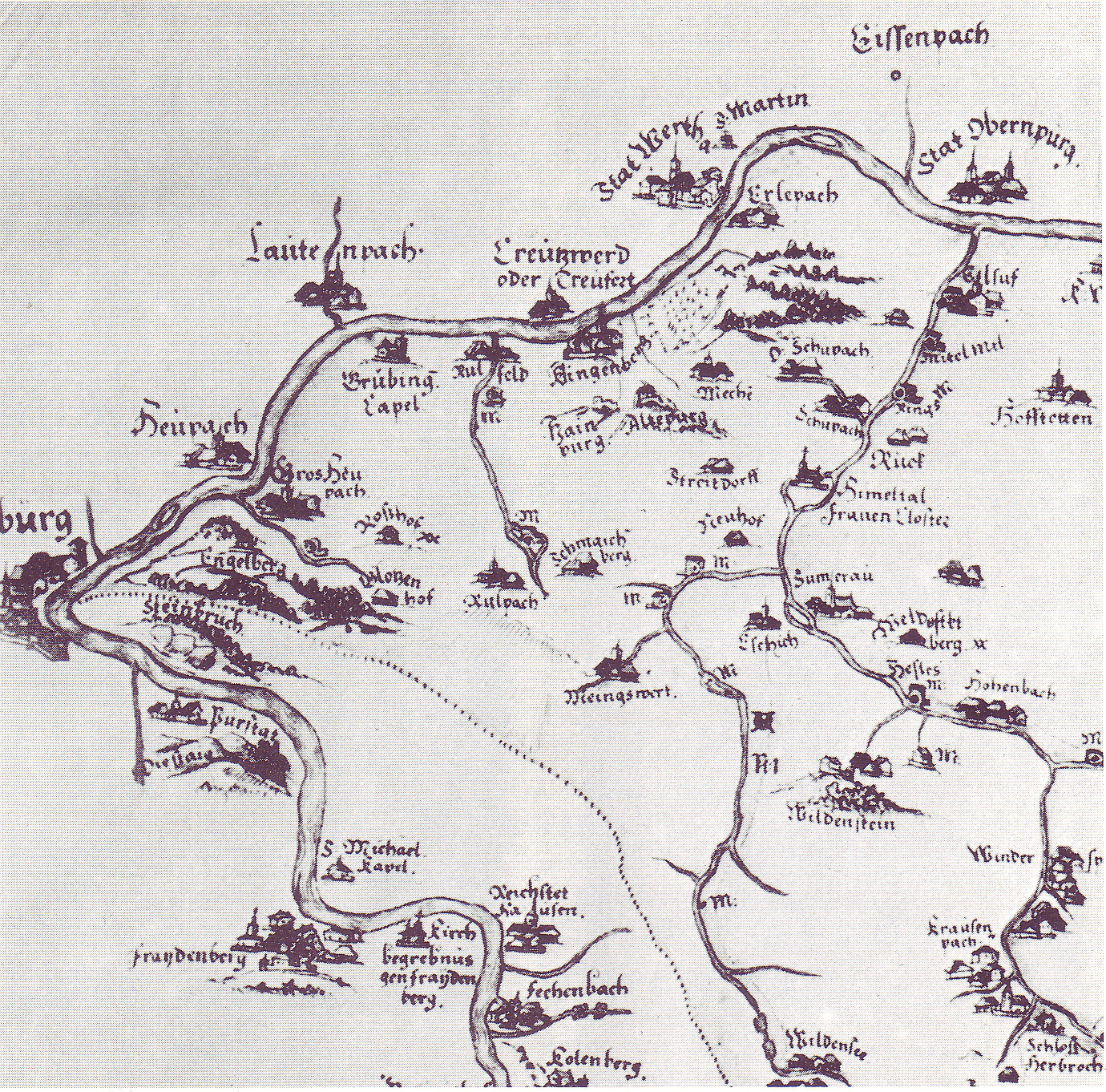
Rück in der Karte des Spessart von Paul Pfinzing von 1594 (Norden ist rechts)

Rück ist ein Gemeindeteil des Marktes Elsenfeld im unterfränkischen Landkreis Miltenberg in Bayern.

## Geographie
Das Kirchdorf Rück liegt am rechten Ufer der Elsava auf 148 m ü. NHN. Der Ort liegt an der Staatsstraße 2308 zwischen Elsenfeld und Eschau. Rück ist mit Schippach baulich zusammengewachsen und nur durch die Elsava getrennt. Beide Dörfer zusammen genommen werden von je her inoffiziell Rück-Schippach genannt.

### Nachbargemarkungen
Folgende Gemarkungen grenzen an das Ortsgebiet von Rück:
|                                                 | Hofstetten                                  | Eichelsbach         |
| Elsenfeld und Forstwald (gemeindefreies Gebiet) | Kompassrose, die auf Nachbargemeinden zeigt | Sommerau und Eschau |
| Schippach                                       | Streit und Mönchberg                        |                     |

## Geschichte
Bandkeramische (bronzezeitliche) Gräberfunde zeugen von einer mehr als 5000 Jahren zurückreichenden Besiedlung des Bereichs um Rück. Durch Hügelgräber bei Eichelsbach lässt sich eine relativ dichte Besiedlung für die Zeit um 1600–700 v. Chr. belegen. Allerdings hat es in vorfränkischer Zeit wahrscheinlich keine kontinuierliche Besiedlung gegeben. Erst im 6. Jahrhundert begann hier die eigentliche geschichtliche Periode.
Mitte des 13. Jahrhunderts wurde Rück im „Koppelfutter-Verzeichnis“ des Landesherrn, des Erzbischofs und Kurfürsten von Mainz vermerkt. Urkundlich erwähnt wurde Rück erstmals um 1270 in der sogenannten „Mainzer Heberolle“.
1803 lag Rück im Fürstentum Aschaffenburg des Kurerzkanzlerischen Staates, ab 1806 des Primatialstaates Karl Theodor von Dalberg. Ab 1810 gehörte Rück als Mairie zur Distriktsmairie Kleinwallstadt des Departements Aschaffenburg des Großherzogtums Frankfurt und zählte bei 45 Feuerstellen 290 Einwohner. Maire war Johannes Büttner. Seine Adjuncte hießen Philipp Pierot und Georg Horchler. Landzöller war Anton Hartig.
Mit der Districtsmairie Kleinwallstadt ging Rück 1814 an die Krone Bayern über und gehörte ab 1. Oktober 1814 zum Verwaltungsgebiet des Landgerichts III. Klasse älterer Ordnung Kleinwallstadt. Im Zuge der Verwaltungsreformen in Bayern entstand mit dem Gemeindeedikt von 1818 die ehemals selbständige Gemeinde Rück, der dabei das bis dahin auf Eichelsbacher Gemeindegebiet gelegene Kloster Himmelthal zugeordnet wurde.
Nach Auflösung des Landgerichtes Kleinwallstadt 1828, kam Rück zum Landgericht I. Klasse Obernburg, nach Vereinigung mit dem Landgericht Klingenberg, 1862, Bezirksamt Obernburg, ab 1939 Landkreis Obernburg am Main.
Am 1. Juli 1971 schloss sich die bis dahin selbständigen Gemeinde Rück mit den Gemeinden Schippach und Eichelsbach freiwillig dem Markt Elsenfeld an. Im Zuge der Gebietsreform in Bayern wurde Elsenfeld am 1. Juli 1972 Teil des Landkreises Miltenberg.

## Bauwerke
Kloster Himmelthal, ehemaliges Zisterzienser-Frauenkloster 1232–1567, Kameralhof 1601–1626, Jesuitenkolleg 1626–1773, landwirtschaftliches Gut 1773–1972, seitdem Ausbildungsstätte. Katholische Klosterkirche St. Sebastian (1753), Saalkirche mit eingezogenem flach schließendem langem Mönchschor, Walmdach mit achtseitigem verschiefertem Dachreiter mit Zwiebelhaube.
Die Katholische Kirche St. Johannes Baptist wurde 1750–1760 nach Plänen von Johann Martin Schmitt in barocken Stil als Saalkirche mit fluchtendem Dreiseitchor errichtet. Das Gebäude hat ein Satteldach mit achtseitigem verschiefertem Giebelreiter und Zwiebelhaube. Sein verputztes Mauerwerk wird durch Sandstein gegliedert und von einer Portalfassade mit Figurennischen geschmückt.

## Kurioses
Der Ortsneckname für die Einwohner von Rück ist Rücker Grumbirndrücker.